# Sveti Josip stolar
Sveti Josip stolar (francuski: Saint Joseph charpentier) je naziv za ulje na platnu koje je naslikao francuski barokni slikar Georges de la Tour između 1638. i 1645. god. Djelo je 1938. god. otkrio britanski povjesničar umjetnosti Percy Moore Turner, koji je bio i njezin vlasnik, a u zbirku muzeja Louvre je dospjelo 1948. godine. Manji primjerak pripada Muzeju likovnih umjetnosti u Besançonu. To je jedno od reprezentativnih djela umjetnika iz Lorraina, karakteristično za njegov karavađistički stil krajnjeg kjaroskura (tenebrizam).

## Odlike
Veliko platno predstavlja svetog Josipa, obučenog u košulju zavrnutih rukava s pregačom koja otkriva donji dio nogu s čarapama. U polu-profilu, on se naginje naprijed i svrdlom probija komad drveta koji drži lijevom nogom. Stolarski alati razbacani su mu ispod nogu. Pored njega, u profilu, sjedi dječak Isus odjeven u tuniku, kako drži svijeću koja osvjetljava cijeli prizor i čiji plamen čini da njegovi prsti izgledaju prozirni. Prizor je obojen smeđim, gotovo jednobojnim, tonovima.
Oblik svrdla odražava oblik Križa, a položaj drva na podu i sjedećeg djeteta Krista predstavlja nagovještaj Raspeća. John Rupert Martin piše kako Isusovo strpljenje predstavlja „sinovu poslušnost i prihvaćanje svoje sudbine kao mučenika”.
Ova slika, jedna je od nekoliko tenebrističkih slika La Tour-a, kao što su: Obrazovanje Djevice, Magdalena pokajnica i San svetog Josipa. U svim tim radovima pojedinačni, snažni izvor svjetlosti, okružen bačenim sjenama. Kao i na ovoj slici, i u Obrazovanju Djevice mladi je Krist predstavljen s podignutim rukama, kao u blagoslovu, pri čemu svjetlost svijeće blista kroz tijelo kao alegorija na Krista kao na „svjetlost svijeta”.

## Povijest
Slika je vjerojatno naručena za samostan karmelićanskih iseljenika iz Metza, a nakon što je 1791. godine samostan prepušten općini, slika je bila skrivena u Ars-sur-Moselle. Između 1840. i 1852. godine slika se našla u Engleskoj s drugom robom iz samostana. Otkrio ju je Percy Moore Turner (1877. – 1950.), koji ju je otkupio 1938. godine. Najprije je ponuđena Nacionalnoj galeriji koja ju je odbila, te je slika 1948. god. predana Louvreu zahvaljujući Paulu Jamotu (inventar RF 1948-27, odjel slika).
Pedesetih godina prošlog stoljeća slika je rendgenom otkrila određene elemente, uključujući i nekoliko verzija položaja djeteta Isusu. Mreža pukotina na djetetovom licu svjedoči o mnogim slojevima tijekom slikanja.

## Vanjske poveznice
|  | Zajednički poslužitelj ima još gradiva o temi Sveti Josip stolar |

- Slika na službenim stranicama muzeja Louvre  Arhivirana inačica izvorne stranice od 7. studenoga 2020. (Wayback Machine) (fr.)